# Adam Putnam
Adam H. Putnam (ur. 31 lipca 1974) – amerykański polityk, członek Partii Republikańskiej. Od 2001 roku jest przedstawicielem dwunastego okręgu wyborczego w stanie Floryda do Izby Reprezentantów Stanów Zjednoczonych.